# 临城街道 (枣庄市)
临城街道，是中华人民共和国山東省枣庄市薛城区下辖的一个乡镇级行政单位。

## 行政区划
临城街道下辖以下地区：
清泉社区、龙潭社区、八一社区、永兴社区、新华社区、福泉社区、北二社区、北城社区、古井社区、东丁社区、挪庄村、绳桥村、张桥村和西丁村。